# Roberto Mascaró
Roberto Mascaró (Montevideo, 12 de diciembre de 1948) es un poeta y traductor uruguayo residente en Suecia. Ha traducido al español gran parte de la obra del poeta y premio Nobel sueco Tomas Tranströmer, así como a otros poetas suecos.

## Biografía
Cursó sus estudios básicos en su ciudad natal, donde también realizó estudios de literatura en el Instituto de Profesores Artigas. En Montevideo fue editor de las revistas literarias Son y Nexo durante la primera mitad de los años setenta.
En 1978 se estableció en Estocolmo (Suecia) donde participó de la fundación de la revista literaria bilingüe Saltomortal, junto con Ana Valdés, Marisa Villagra, Mario Romero, Ivonne Capi y Nelson Mezquida. Publicó su primer libro de poemas en 1983, Estacionario. 
En 1982 adoptó la nacionalidad sueca, y en 1984 publicó dos volúmenes de poesía, bajo el sello de la editorial Siesta que él mismo ayudó a fundar y dirigir en colaboración con Mario Romero y Sergio Altesor. Desde entonces colabora con publicaciones de amboss continentes.
En 1986 se tradujeron al sueco los poemas incluidos en una de sus colecciones aparecidas dos años antes, bajo el título Fält (Campos, en español). Con este libro obtuvo el premio Ciudad de Estocolmo de ese año. 
Ha dirigido talleres literarios y de traducción en Suecia, Chile, El Salvador, Guatemala y Honduras. Colaboró con medios de varios países, como la revista Posdata de Uruguay, las suecas BLM y Pequod, el diario Sydsvenskan y Radio Suecia.
En el campo de la traducción, se inició en 1985, con la publicación de una antología de poemas suecos contemporáneos en colaboración con el poeta argentino Mario Romero, La nueva poesía sueca. A partir de 1988 estrechó su amistad con el poeta Tomas Tranströmer (Premio Nobel 2011), de quien tradujo en la siguiente década gran parte de su obra.
En 1991 publicó por segunda vez en Uruguay una colección de versos de Jan Erik Vold, precedido en 1992 de los poemas escogidos de Tranströmer bajo el título Para vivos y muertos (Hiperión, Madrid, 1989). Otras obras de Vold que tradujo fueron La casa es blanca (2008), De habitación en habitación, Sad & Crazy (2011, selección de prosa poética) y Campo abierto (2014). También tradujo obras de August Strindberg, Hans Bergqvist, Tomas Ekström, Ulf Eriksson, Öyvind Fahlström, Öyvind Fahlström, Henry Parland, Edith Södergran y Göran Sonnevi.
Ha obtenido premios como el Premio del Fondo de Escritores de Suecia en 1984 (que también obtuvo en 1987, 1990 y 1997) y el premio Ciudad de Estocolmo. En 2002, el jurado del Festival Internacional de Poesía de Medellín, Colombia, (el más grande en su tipo de Hispanoamérica) le otorgó el Premio Internacional de Poesía Ciudad de Medellín, en atención a su libro Campo de Fuego, publicado en Montevideo en 2000. En 2004 obtuvo nuevamente con el Premio Bienal del Fondo de Escritores de Suecia.
Fue director del Festival Plataforma Latinoamericana que se realizó desde 1998 a 2002 en Folkets Park, ciudad de Malmö, y también ha participado activamente en diversos eventos culturales y festivales literarios en Escandinavia, Canadá, Chile, Argentina, Colombia, Uruguay y Venezuela. 
En 2004 publicó Asombros de la nieve en Venezuela, con prólogo de Alfredo Herrera y Alexis Romero. En 2012 apareció Nómade apátrida en Colombia.
Desde 1998 es el organizador principal del encuentro anual de poesía Poesimöte en Malmö, ciudad en la que reside y donde escribe, traduce y además dirige la revista cultural bilingüe y editorial Encuentro.

## Obras
- Estacionario (poemas), Nordan, Estocolmo, 1983.
- Chatarra/Campos (poemas), Siesta, Estocolmo, 1984.
- Asombros de la nieve (poemas), Siesta, Estocolmo, 1984.
- Fält (Campos) (poemas en versión sueca de Hans Bergqvist), Fripress, Estocolmo, 1986.
- Mar, escobas (poemas, Ediciones de Uno, Montevideo, 1987)
- Södra Korset/ Cruz del Sur (poesía, bilingüe), Siesta, Estocolmo, 1987.
- Gueto (poemas), Vintén Editor, Montevideo, 1991.
- Öppet fält / Campo abierto, Siesta, Malmö, 1998.
- Campo de fuego, Aymara, Montevideo, 2000 (Premio Internacional de Poesía Ciudad de Medellín 2002)
- Montevideo cruel, Ediciones Imaginarias, Montevideo, 2003.
- Un río de pájaros, Fondo Editorial EAFIT, Medellín, Colombia, 2004.
- Asombros de la nieve (antología), La Liebre Libre, Venezuela, 2004.
- Viendo caer la lluvia de una ventana azul, Tegucigalpa, 2012.
- Nómade apátrida, Catapulta, Bogotá, 2012.

## Traducciones
- La nueva poesía sueca (con Mario Romero, versiones), Siesta, Estocolmo, 1985.
- Postales negras (versiones de poemas de Tomas Tranströmer), Inferno, Buenos Aires, 1988.
- El bosque en otoño (versiones de poemas de T. Tranströmer), Ediciones de Uno, Montevideo, 1989.
- Poemas sin terminar (versiones de poemas de Göran Sonnevi), Vintén Editor, Montevideo, 1991.
- En los abedules está la luz (versiones de poemas de Jan Erik Vold), Vintén Editor, Montevideo, 1991.
- Para vivos y muertos (versiones de poemas escogidos de T. Tranströmer), Hiperión, Madrid, 1992.
- Caminar sobre las aguas, Anthony de Mello, Lumén, Madrid, 1993.
- Öjvind Fahlström: versiones de manifiestos y poemas concretos, Instituto Valenciano de Arte Moderno, Centro Julio González, Valencia, 1992.
- August Strindberg (versiones de manifiesto y textos críticos),IVAM, Centro Julio González, Valencia, 1993.
- Graffiti (versiones de poemas de Hans Bergqvist), Zafiria libros, Montevideo, 1993.
- Viaje nocturno (versiones de poemas de T. Tranströmer)
- Casa con creatura (versiones de poemas de Ulf Eriksson)
- Góndola fúnebre (versiones de poemas de Tomas Tranströmer), LAR, Concepción, Chile, 2000
- 29 jaicus y otros poemas/ 29 haiku och andra dikter (versiones de poemas de T. Tranströmer), Encuentros imaginarios, Montevideo, 2004.
- Elvis, arena para el gato y otras cosas importantes (versiones de poemas de Tomas Ekström), Encuentros imaginarios, Montevideo, 2004.
- Solo (novela), August Strindberg, Jakembo Editores, Asunción, Paraguay, 2006.